# 大口窑村窑址
大口窑村窑址，位于中国福建省浦城县水北街镇黄碧村，为一个省级文物保护单位，类型为古遗址，为第一批福建省文物保护单位，公布时间为1961年5月10日。
大口窑村窑址的历史年代为宋。